# Prieuré de Breuil-Bellay
Ne doit pas être confondu avec Prieuré de Breuil.
Le prieuré de Breuil-Bellay est un ancien prieuré grandmontain situé à Cizay-la-Madeleine, en France.

## Localisation
Le prieuré est situé dans le département français de Maine-et-Loire, sur la commune de Cizay-la-Madeleine.

## Historique
En 1650, le sculpteur Pierre Biardeau (1608-1671) est chargé de la décoration du maître-autel de l'église du prieurale. L'autel sera mutilé lors de La Révolution et seule subsistera la statue de saint Étienne que les gens du pays appellent saint Coqueluchon, et qui fut classée monument historique en 1964 et passe en vente publique à Angers en février 2015.
L'édifice est partiellement classé au titre des monuments historiques par arrêté du 14 octobre 1963.